# Schwentinental
Schwentinental este un oraș din districtul Plön, landul Schleswig-Holstein, Germania.